# مائوریتسیو فرینی
مائوریتسیو فرینی (ایتالیایی: Maurizio Ferrini؛ زادهٔ ۱۲ آوریل ۱۹۵۳) یک هنرپیشه اهل ایتالیا است.
از فیلم‌ها یا مجموعه‌های تلویزیونی که وی در آن‌ها نقش داشته‌است، می‌توان به پدر ماتئو و هم‌کلاسی‌ها اشاره نمود.